# خاویر باراو
خاویر باراو (انگلیسی: Xavier Barrau؛ زادهٔ ۲۶ سپتامبر ۱۹۸۲) بازیکن فوتبال اهل فرانسه است.
از باشگاه‌هایی که در آن بازی کرده‌است می‌توان به باشگاه فوتبال دارلینگتون، باشگاه فوتبال میرن، باشگاه فوتبال المپیک لیون، باشگاه فوتبال همیلتون آکادمیکال، باشگاه فوتبال والسال، و باشگاه فوتبال برادفورد سیتی اشاره کرد.